# Tihany
Tihany is een dorp in Hongarije op het gelijknamige schiereiland in het noordelijk gedeelte van het Balatonmeer. Tihany ligt op 7 km ten zuidwesten van Balatonfüred (district Balatonfüred).
Het schiereiland en het dorp heten beide Tihany. Naar links gaat de smalle weg tussen populieren. Er zijn weinig parkeermogelijkheden om terug te blikken naar Balatonfüred door het "smalle" schiereiland. Men ziet dan het hoge Marina-hotel en het strandgedeelte van Balatonfüred - het beeld roept herinneringen op aan een badplaats, aan de Middellandse Zee - Het wordt daarom wel de 'Hongaarse Rivièra' genoemd.

## Geografie
Op een kruising kan men naar het strand van Tihany of het centrum. Naar het centrum zien we de twee uivormige-gespitste torens van de Abdijkerk die uit de 18e eeuw in barokstijl is gebouwd. Ze heeft één schip en geen zijkapellen; Het altaar is in barokstijl uitgevoerd. De kerk is niet groot maar wel harmonisch van stijl, met mooie fresco's aan het plafond. De 'onderkerk' of crypte is bijna 1000 jaar oud.
Ze is Romaans en heeft zes pilaren en dikke muren.
Koning Andreas I van Hongarije (András I), die deze benedictijnenabdij stichtte in 1055, ligt er begraven. Het was zijn bedoeling hier een mausoleum te maken voor toekomstige Hongaarse koningen. Hij is echter de enige Hongaarse koning die er begraven ligt.
Naast de kerk heeft men een prachtig uitzicht op het meer en de oevers.
In het Csokonai-parkje kan een korte wandeling gemaakt worden.
Het voormalige, grote kloostergebouw, herbergt nu een museum.
Op de eerste verdieping wordt aandacht besteed aan het ontstaan en de geschiedenis van het meer en omgeving. De bovenste verdieping is gewijd aan leven en werken van de bekende Hongaarse natuurkundige Eörvös (1848-1919). In een lager gelegen gedeelte van het voormalige klooster is het café-restaurant 'Rege' te vinden, waar men vanop het terras een goed uitzicht heeft.
Vlak bij de kerk huist aan de Kossuth Lajos utca, in een oude, op de monumentenlijst staande boerenhoeve het VVV-kantoor.
In dit gedeelte van het stadje, met zijn smalle, kronkelende straatjes staan veel huizen op de monumentenlijst.
Voor deze huizen gebruiken de bouwers het hier veel voorkomende tufsteen. Als specie gebruikte men een mengsel van leem en slib.
Deze huizen verkeren vaak nog in uitstekende staat. Voor de daken was en is er voldoende riet.

## Langs de haven
Aan de Pisky-Promenade is het Etnografische Openluchtmuseum, met een origineel woonhuis van een kleine boer, met schuur en stal.
In het woonhuis zijn de vertrekken en het interieur te bezichtigen. Vlakbij ligt het 'Huis van de Volkskunde', een boerenwoning in de traditionele, lokale bouwwijze.
Tihany heeft twee havens; de oude haven voor de lijnschepen aan de oostzijde van het eiland en de haven voor de veerboten aan de zuidpunt.
Om de 1,5 km tussen deze haven en Szántód aan de overzijde te overbruggen, worden vier veerboten ingezet.
In deze omgeving werden hotels, een motel, cafés, een camping waar men ook bungalows kan huren, twee grote restaurants, een strandbad en vele soorten winkels gebouwd.
Beide havens zijn met elkaar verbonden door een 3 km lange oeverpromenade. Van deze weg voeren ook voetpaden omhoog naar het centrum van het dorp en de Abdijkerk.

## Recreatie
Tihany bestond vroeger uit drie van elkaar onafhankelijke nederzettingen, die nu tot één gebied zijn samengevoegd. Het schiereiland werd reeds in de oertijd bewoond. Door de gunstige ligging heeft het steeds mensen aangetrokken. Men heeft er grafheuvels gevonden (Tumulus) en ook de Romeinen bouwden er hun huizen tegen de berghellingen. Tegenwoordig is het schiereiland vooral recreatie- en vakantiegebied. In de wintertijd wordt het slechts bevolkt door de weinig vaste bewoners en 's zomers is het er overvol.
In het schiereiland met 160 tot 230 meter hoge heuvels liggen twee hoogvlaktebekkens; het Belsö-tó (Binnenmeer), dat 60 meter boven het water van het Balatonmeer ligt, en het Külsö-tó (Buitenmeer).
Het laatste werd later drooggelegd en als weiland gebruikt.
Het is nu weer met water gevuld en lijkt op een moeras.
Het oudste vakantiegebied ligt in het oosten van het schiereiland en het jongste aan de zuidpunt.
Het is niet verwonderlijk dat Tihany zo veel vakantiegasten trekt; het heeft landschappelijk gezien de mooiste kustlijn, het meest weidse uitzicht over het meer, een mooie natuur en aardige historische bezienswaardigheden.

## Wandelroutes
In 1952 werd het hele schiereiland tot beschermd natuurgebied verklaard.
Dit is vooral om het westelijk deel in de huidige staat te behouden.
Hier mogen geen wegen worden aangelegd, dus geen auto's; het 400 ha grote bosgebied moet geheel onberoerd blijven; Om de mensen er toch van te laten genieten, zijn wel gemarkeerde en gekleurde wandelroutes uitgezet.
Een van deze wandelingen begint bij de Abdijkerk en voert langs enkele interessante bezienswaardigheden waaronder het Binnenmeer (700 meter lang en 400 meter breed) en vulkaankegels, waarvan sommige met een lichtgele, minerale uitslag zijn bedekt.
De met blauw gemarkeerde weg gaat langs het Binnenmeer tot aan de mooiste vulkaankegel van Tihany, Aranyház (Gouden huis, vanwege de gele uitslag).
Aan de binnenhaven begint de met rood aangegeven wandelroute naar het noordwestelijke deel van het eiland langs interessante rotsen, vulkaankegels en door uitgestrekte lavendelvelden.
Op de top van de heuvel staan de resten van een vijfhoekige wachttoren.
De gele wandeling, die bij de veerhaven begint, gaat door een stil woud met naaldbomen. Deze langste van de vermelde wandelroutes is ruim 9 km.